# Kiikala
Kiikala (/ˈkiːkɑlɑ/) là một đô thị của Phần Lan.
Vị trí ở tỉnh của Tây Phần Lan thuộc vùng Tây Nam Phần Lan. Đô thị này có dân số 1.872 (thời điểm ngày 31 tháng 12 năm 2004)và diện tích 245.35 km² trong đó có 5,23 km² là diện tích mặt nước. Mật độ dân số là 7,8 người trên mỗi km².
Dân đô thị này chỉ sử dụng tiếng Phần Lan